# アバロン (ボードゲーム)

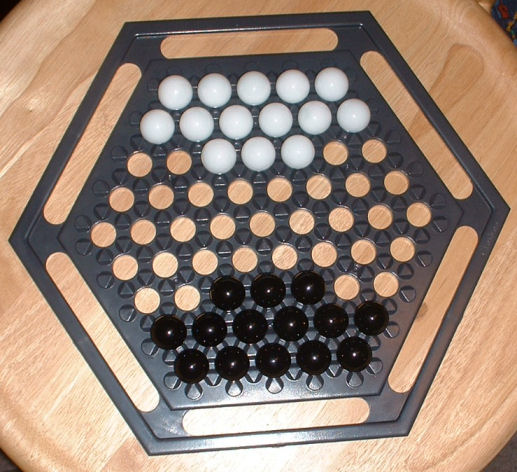
アバロンの初期配置

アバロン（Abalone）は、「玉による相撲」ともいえる内容の2人用のボードゲームである。二人零和有限確定完全情報ゲームに分類されるアブストラクトゲームである。
ルールは単純であり、通常2,3分で覚えることができる。また、チェスや将棋のような他のゲームに比べ展開が早く、1ゲームにかかる時間も少ない。

## 内容

### ルール
アバロンは、61の穴（玉を置くための場所。以下マスと書く）のある六角形の盤で行う。各プレイヤーは、開始時に14個ずつの玉を盤に置く（上の写真参照）。

黒が3個動かす

白が3個動かす

黒い玉を使用するプレイヤーが先手である。1回の手で、1個の玉か2-3個の一直線につながった玉を動かすことができる。複数の玉を動かす場合、すべてを同じ方向に1マス動かす。

石を押すことができる例

石を押した結果

石を押すことができない例

以下の条件を満たすとき、相手の玉を押すことができる。
- 2個以上の玉をその並んでいる方向に沿って動かす。
- その移動先に相手の玉がいる。
- 相手の玉が並んでいる数が自分の動かす玉の数より少ない。
- 相手の玉の後ろに空きマス（または盤外）がある。

先に相手の玉を6個以上盤外に押し出したプレイヤーが勝ちである。

### 棋譜

盤面の表記法

手順を記録するために、盤上の各マスには記号が振られている。ヨコの各行はA-Iのアルファベット、左上から右下にかけての行は1-9の数字で表される。右の図のXは「G5」、Yは「C2」、Zは「H9」と表す。
一般的に、並びに沿って動かす場合には「列の最後尾-先頭」を記述する。そうでない場合には、並んでいる玉の位置と最初の玉の移動先を表記する。

### 引き分け

黒が専守防衛を行っている例

デイジー配置

アバロンのルールにおいて、負けないようにするために専守防衛に徹することは簡単である。例えばすべての玉の並びを3個以上にしてしまえばこれを押し出すことは不可能である。そして、アバロンのルールではこのようなプレイは否定されていない。
普通のプレイヤーはゲームの無駄な引き伸ばしを好まないため、防御的なプレイをしないことを暗黙の了解としている。このため防御的なプレイは初心者に多く見られる（これは、囲碁や将棋の初心者が石や駒を取られることを恐れるのと似ている）。しかし、選手権などに参加するプレイヤーの中にもこのような行為を行う者がいる。
この問題においてはいくつかの対策が考えられている。
第1の方法は、選手権などにおいて審判に防御的なプレイをするプレイヤーに罰則を与える権限を与えることである。ただし「防御的なプレイ」という概念に主観が混じるため、十分な対策とはいえない。
第2の方法は、このようなプレイができにくいようにルールを変更することである。いくつかのルールが考案されたが、いずれも複雑な物となっている。
第3の方法は、ルールなどはそのままにして初期配置を変更することである。いくつもの配置が研究中であるが、最も一般的なものの一つとして「デイジー配置」がある。この配置は、14個の玉を7個ずつ2ヶ所に分けておくことにより密集型を作ることを難しくしている。

## 大会
アバロン単独での世界大会は行われていないが、マインドスポーツオリンピアードでは1997年に行われた第1回大会から採用されている。
第1回大会では、1992年のオセロの世界チャンピオンであるフランスのマーク・タステが優勝した。
1999年からは、ゲームの活性化のために初期配置が上述の「デイジー配置」に変更された。